# شينغ كينوين
شينغ كينوين (مواليد 8 أكتوبر 2002) هي لاعبة تنس محترفة صينية، أعلى تصنيف لها في الفردي كان ال72 في مارس 2022.

## روابط خارجية
- شينغ كينوين على موقع رابطة محترفات التنس (الإنجليزية)
- شينغ كينوين على موقع الاتحاد الدولي لكرة المضرب (الإنجليزية)
- شينغ كينوين على موقع بطولة ويمبلدون (الإنجليزية)
- شينغ كينوين على موقع خلاصة التنس.كوم (الإنجليزية)
- شينغ كينوين على موقع إي إس بي إن.كوم (الإنجليزية)
- شينغ كينوين على موقع اللجنة الأولمبية الدولية (الإنجليزية)